# Rex Stout
Rex Stout, właściwie Rex Todhunter Stout (ur. 1 grudnia 1886, zm. 27 października 1975) – amerykański pisarz znany z powieści detektywistycznych, których bohaterem był monstrualnie otyły detektyw Nero Wolfe.

## Życiorys
Stout urodził się w miejscowości Noblesville (Indiana) jako syn Johna Wallace’a Stouta i Lucetty Elizabeth Todhunter Stout; później jego rodzina przeniosła się do Kansas. W szkole przejawiał wybitne uzdolnienia w dziedzinie arytmetyki, studiował na uniwersytecie w Kansas. Po ukończeniu nauki wstąpił do US Navy, gdzie spędził dwa lata służąc na jachcie prezydenta Theodora Roosevelta.
Po zakończeniu służby zaczął pisać, imając się jednocześnie różnych prac. Po powrocie z pobytu w Paryżu, osiadł na pograniczu stanów Connecticut i Nowy Jork. W 1934 wydał pierwszą książkę z detektywem Nero Wolfem "Fer-de-Lance". W okresie II wojny światowej prowadził w radio kampanię propagandową przeciwko nazistom. Po wojnie wrócił do pisania powieści z Nero Wolfe.
Rex Stout zmarł 27 października 1975 w wieku 88 lat. Miesiąc przed śmiercią wydał ostatnią książkę o Nero Wolfe "A Family Affair".

## Powieści Rexa Stouta o Nero Wolfe
- 1934: Fer-de-Lance – „Zabójcza gra” (2010)[1]
- 1935: The League of Frightened Men
- 1936: The Rubber Band
- 1937: The Red Box
- 1938: Too Many Cooks
- 1939: Some Buried Caesar - „Zabić Cezara” (2011)[2]
- 1940: Over My Dead Body - „Po moim trupie” (2012)[3]
- 1940: Where There’s a Will
- 1942: Black Orchids
- 1944: Not Quite Dead Enough
- 1946: The Silent Speaker
- 1947: Too Many Women
- 1948: And Be a Villain (brytyjski tytuł More Deaths Than One)
- 1949: Trouble in Triplicate
- 1949: The Second Confession
- 1950: Three Doors to Death
- 1950: In the Best Families (brytyjski tytuł Even in the Best Families)
- 1951: Curtains for Three
- 1951: Murder by the Book – „Detektywi i storczyki” (1969)[4], „Śmiercionośny rękopis” (2010)[5]
- 1952: Triple Jeopardy
- 1952: Prisoner's Base (brytyjski tytuł Out Goes She)
- 1953: The Golden Spiders
- 1954: Three Men Out
- 1954: The Black Mountain
- 1955: Before Midnight - „Zanim wybije północ” (2011)[6]
- 1956: Three Witnesses
- 1956: Might As Well Be Dead
- 1957: Three for the Chair
- 1957: If Death Ever Slept
- 1958: And Four to Go
- 1958: Champagne for One
- 1959: Plot It Yourself (brytyjski tytuł Murder in Style) – „Układanka” (1992)[7]
- 1960: Three at Wolfe’s Door
- 1960: Too Many Clients
- 1961: The Final Deduction - „Ostateczne rozliczenie” (2011)[8]
- 1962: Homicide Trinity
- 1962: Gambit
- 1963: The Mother Hunt – „Polowanie na matkę” (1992)[9]
- 1964: Trio for Blunt Instruments
- 1964: A Right to Die
- 1965: The Doorbell Rang
- 1966: Death of a Doxy
- 1968: The Father Hunt
- 1969: Death of a Dude – „Śmierć na Głuszcowym Wzgórzu” (1993)[10]
- 1973: Please Pass the Guilt
- 1975: A Family Affair
- 1985 Death Times Three (wydana po śmierci autora)